# Seaca de Câmp
Seaca de Câmp est une commune roumaine située dans le județ de Dolj.